# NGC 5722
NGC 5722 é uma galáxia elíptica (E-S0) localizada na direcção da constelação de Boötes. Possui uma declinação de +46° 39' 58" e uma ascensão recta de 14 horas, 38 minutos e 54,3 segundos.
A galáxia NGC 5722 foi descoberta em 26 de Abril de 1830 por John Herschel.